# كوينتانايلا ديل كوكو
بلدية كوينتانايلا ديل كوكو (بالإسبانية: Quintanilla del Coco)‏, هي إحدى بلديات مقاطعة برغش, التي تقع في منطقة قشتالة وليون, والتي تقع في شمال غرب إسبانيا.
يبلغ عدد سكانها 116 نسمة وفقاً لإحصائية سنة (2002).